# Hattie McDaniel
Hattie McDaniel (10 tháng 6 năm 1893  – ngày 26 tháng 10 năm 1952) là một nữ diễn viên, ca sĩ, nhạc sĩ và diễn viên hài người Mỹ. Bà được biết đến với vai diễn "Mammy" trong Cuốn theo chiều gió (1939), với vai này bà đã giành giải Oscar cho Nữ diễn viên phụ xuất sắc nhất, trở thành người Mỹ gốc Phi đầu tiên giành giải Oscar.
Ngoài diễn xuất trong nhiều bộ phim, McDaniel còn ghi lại 16 bài hát blues trong khoảng thời gian 1926-1929 (10 được phát hành), là một diễn viên phát thanh và ngôi sao truyền hình; bà là người phụ nữ da đen đầu tiên hát trên đài phát thanh ở Hoa Kỳ. McDaniel đã xuất hiện trong hơn 300 bộ phim, mặc dù bà chỉ được ghi công trên màn hình với 83 phim.
McDaniel có hai ngôi sao trên Đại lộ Danh vọng Hollywood ở Hollywood: một tại 6933 Đại lộ Hollywood vì những đóng góp của cô cho đài phát thanh và một tại 1719 Vine Street để diễn xuất trong các bộ phim chuyển động. Năm 1975, bà được giới thiệu vào Đại sảnh vinh danh nhà làm phim da đen và năm 2006 trở thành người chiến thắng giải Oscar đen đầu tiên được vinh danh với một con tem bưu chính của Mỹ. Năm 2010, bà được giới thiệu vào Đại sảnh vinh danh Colorado.

## Tuổi thơ
McDaniel được sinh ra với cha mẹ là nô lệ trước đây ở Wichita, Kansas. Cô là con út trong số 13 người con. Mẹ của cô, Susan Holbert (1850 Tiết1920), là một ca sĩ nhạc phúc âm, và cha cô, Henry McDaniel (1845, 191922), đã chiến đấu trong Nội chiến với Đội quân Hoa Kỳ thứ 122. Năm 1900, gia đình chuyển đến Colorado, sống đầu tiên ở Fort Collins và sau đó là Denver, nơi Hattie học tại trường trung học Denver East (1908-1910), vào năm 1908, cô tham gia một cuộc thi do Liên minh Cơ đốc Phụ nữ, tài trợ "Kết án Joe", sau đó tuyên bố cô đã giành được vị trí đầu tiên. Anh trai của cô, Sam McDaniel (1886, 191962), đã đóng vai người quản gia trong bộ phim ngắn Heavenly Daze năm 1948 của Three Stooges. Chị gái của cô Etta McDaniel cũng là một nữ diễn viên.

## Sự nghiệp ban đầu
McDaniel là một nhạc sĩ và cũng là một nghệ sĩ biểu diễn. Cô mài giũa kỹ năng sáng tác bài hát của mình khi làm việc với anh trai cô, trong công ty lễ hội của Otis McDaniel, một chương trình biểu diễn nhỏ. McDaniel và chị gái Etta Goff đã phát động một chương trình minstrel toàn nữ vào năm 1914 được gọi là Công ty chị em McDaniel. Sau cái chết của anh trai Otis vào năm 1916, đoàn kịch bắt đầu mất tiền, và Hattie đã không có được bước ngoặt lớn tiếp theo cho đến năm 1920. Từ năm 1920 đến năm 1925, cô xuất hiện cùng với Melody Hound của giáo sư George Morrison, một đoàn lưu diễn màu đen. Vào giữa những năm 1920, cô bắt đầu sự nghiệp phát thanh, hát với Melody Hound trên đài KOA ở Denver. Từ năm 1926 đến 1929, bà đã thu âm nhiều bài hát của mình cho Bản ghi Okeh  và Bản ghi Paramount  tại Chicago. McDaniel đã ghi lại bảy phiên: một vào mùa hè năm 1926 trên nhãn Meritt hiếm hoi của Thành phố Kansas; bốn phiên tại Chicago cho Okeh từ cuối năm 1926 đến cuối năm 1927 (trong số 10 bên được ghi nhận, chỉ có bốn phiên được ban hành) và hai phiên tại Chicago cho Paramount vào tháng 3 năm 1929.
Sau khi thị trường chứng khoán sụp đổ vào năm 1929, McDaniel chỉ có thể tìm việc làm với tư cách là nhân viên dọn phòng vệ sinh  tại Sam Pick's Club Madrid gần Milwaukee. Bất chấp sự miễn cưỡng của ngườichủ cho cô ấy biểu diễn, cuối cùng cô ấy đã được phép lên sân khấu và sớm trở thành một người biểu diễn thường xuyên.
Năm 1931, McDaniel chuyển đến Los Angeles để tham gia cùng anh trai Sam, và các chị em, Etta và Mitchena. Khi cô ấy không thể có được công việc điện ảnh, cô ấy làm việc như một người giúp việc hoặc nấu ăn. Sam đang làm việc trong một chương trình phát thanh KNX, The Do Optimistic Do-Nut Hour và có thể đưa em gái của mình một vị trí. Cô đã biểu diễn trên đài phát thanh với tên "Hi-Hat Hattie", một cô hầu gái hống hách thường "quên mất vị trí của mình". Chương trình của cô trở nên nổi tiếng, nhưng mức lương của cô thấp đến mức cô phải tiếp tục làm giúp việc.
Cô xuất hiện lần đầu tiên trong bộ phim The Golden West (1932), trong đó cô đóng vai một hầu gái. Lần xuất hiện thứ hai của cô là trong bộ phim rất thành công của Mae West, I No Angel (1933), trong đó cô đóng vai một trong những người hầu gái da đen mà West cắm trại ở hậu trường. Cô đã nhận được một số vai diễn điện ảnh không được công nhận khác vào đầu những năm 1930, thường hát trong những điệp khúc.
Năm 1934, McDaniel gia nhập Hiệp hội Diễn viên Màn ảnh. Cô bắt đầu thu hút sự chú ý và giành được những vai diễn điện ảnh lớn hơn, bắt đầu được ghi công trong phim. Fox Film Corporation đưa cô theo hợp đồng xuất hiện trong The Little Colonel (1935), với Shirley Temple, Bill "Bojangles" Robinson và Lionel Barrymore.